# 福島徳壽郎
福島 徳壽郎（ふくしま とくじゅろう、1922年7月29日 - 1995年6月3日）は、日本の政治学者。京都大学名誉教授。

## 経歴
鹿児島県生まれ。鹿児島県立第二鹿児島中学校 (旧制)（1940年3月卒）、第七高等学校造士館 (旧制)文科（1944年9月卒）、京都大学法学部（旧制）（1949年3月卒）をそれぞれ卒業。1949年4月に京都大学法学部大学院特別研究生となった後、1950年4月に京都大学助手に、1953年1月に神戸商科大学助教授に就任する。1957年4月に京都大学法学部助教授に就任し、1962年5月に同教授へ昇任し、1986年3月31日の定年まで務め、同年4月1日付けで名誉教授となる。京都大学法学部教授在任中、法学部長（1976年10月22日～1978年10月21日）や評議員（1972年3月19日～1974年3月18日）も務めた。また、1966年10月から1972年10月の間、日本政治学会理事を務めた。京都大学名誉教授となった1986年4月、奈良産業大学教授に着任し、翌年4月から1991年8月31日までの間は同法学部長を務める。

## 専門
法学部の教育・研究分野の中でも政治学が専門で、現代国家の統治構造の特質を究明することが研究課題であった。比較政治学的方法を重視し、現代政治における重要な要素である政党、官僚制、軍部に特別の関心を向けていた。1960年代以降は、アメリカを中心に発達した近代化論、政治発展論に取り組んだ。また、京都大学では政治原論と政治機構論の講義を担当していた。